# Сомбреро

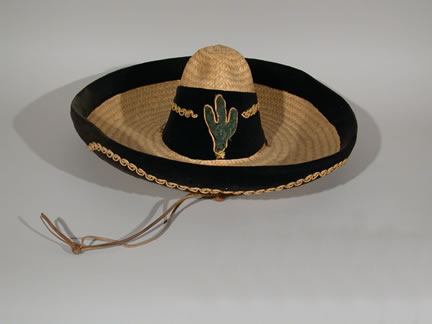
Сомбреро Гаррі Трумена

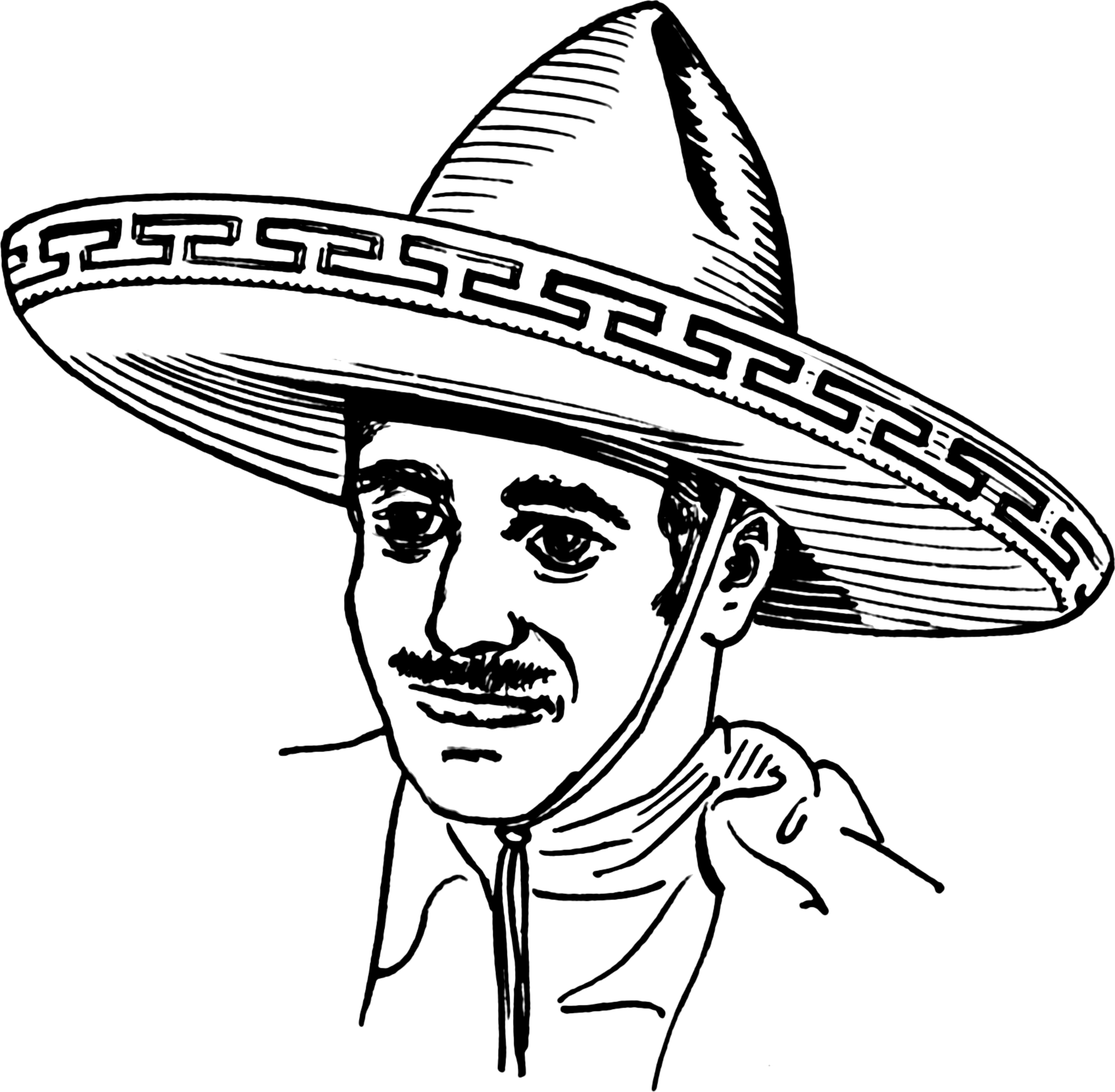
Чоловік у сомбреро

Сомбре́ро (від ісп. і порт. sombrero, португальською вимовляється сомбрейру; утворено в свою чергу від слова sombra — «тінь, затінок», або від італ. ombrello, «бриль») — традиціний капелюх населення Піренейського півострову й Латинської Америки.

## Загальний опис
Сомбреро являє собою крислатий, найчастіше плетений (наприклад, з соломи) капелюх, що нагадує український бриль, однак найчастіше значно більших розмірів, з високим конусоподібним денцем (тулією) й зазвичай закругленими догори краями.
Великої популярності сомбреро набуло в Центральній Америці, зокрема, у Мексиці, Гватемалі і особливо на Кубі, де стало частиною національного костюму.
Подеколи в містах сомбреро робили з тканин, наприклад, з фетру. Однак найпопулярнішим лишається сільське солом'яне сомбреро, що й нині в ходу. Сомбреро, інколи завеликі, є неодмінним атрибутом учасників мексиканських фольклорних ансамблів.
У сучасній іспанській мові слово sombrero означає взагалі будь-який капелюх, а у тому значенні, в якому в українській вживається це слово, використовують словосполучення «мексиканський капелюх» (ісп. sombrero mexicano) або «капелюх чарро» (sombrero de charro).